# Пробација
Пробација је у англосаксонском и нашем праву поступак надзора над понашањем особа које су у ризику након изрицања неке казнене мере или изласка из институције затвореног типа. Посебно се практикује у раду са малолетним делинквентима који реализују центри за социјални рад у сарадњи са другим релевантним институцијама, или са породицом уколико је она у стању да се у овај процес укључи.